# Плезантс, Джим
Джеймс «Джим» Пле́зантс (англ. James «Jim» Pleasants) — американский кёрлингист и тренер по кёрлингу.
В составе мужской сборной США участник чемпионата мира 1989 (заняли десятое место). Чемпион США среди мужчин, чемпион США среди смешанных команд.
В основном играл на позиции первого.
В качестве тренера мужской сборной США участник зимней Универсиады 2009.
В 2012—2014 был президентом Ассоциации кёрлинга США (англ. USA Curling President).

## Достижения
- Чемпионат США по кёрлингу среди мужчин: золото (1989).
- Чемпионат США по кёрлингу среди смешанных команд: золото (1999).

## Команды
| Сезон                                          | Четвёртый   | Третий          | Второй          | Первый           | Запасной       | Турниры                          |
| ---------------------------------------------- | ----------- | --------------- | --------------- | ---------------- | -------------- | -------------------------------- |
| 1988—89                                        | Джим Вукич  | Кёртис Фиш      | Бард Нордлунд   | Джим Плезантс    | Джейсон Ларуэй | ЧСШАМ 1989 · WCC 1989 (10 место) |
| Кёрлинг среди смешанных команд (mixed curling) |             |                 |                 |                  |                |                                  |
| 1998—99                                        | Ian Cordner | Dolores Cordner | Джеймс Плезантс | Jaynie Pleasants |                | ЧСШАСК 1999                      |

(скипы выделены полужирным шрифтом)

## Результаты как тренера национальных сборных
| Год  | Турнир                  | Сборная             | Место |
| ---- | ----------------------- | ------------------- | ----- |
| 2009 | Зимняя Универсиада 2009 | США (студенты муж.) | 8     |

## Частная жизнь
Женат, жена Джейни Плезантс (англ. Jaynie Pleasants), также кёрлингистка, они в одной команде выиграли чемпионат США среди смешанных команд 1999.